# Trithemis annulata
Trithemis annulata là một loài chuồn chuồn ngô thuộc họ Libellulidae.
Loài này có ở Algérie, Angola, Bénin, Botswana, Burkina Faso, Cameroon, Chad, Cộng hòa Dân chủ Congo, Bờ Biển Ngà, Ai Cập, Ethiopia, Pháp, Gambia, Ghana, Hy Lạp, Guinea, Israel, Kenya, Liberia, Madagascar, Malawi, Mali, Mauritius, Maroc, Mozambique, Namibia, Nigeria, Réunion, Senegal, Sierra Leone, Somalia, Nam Phi, Sudan, Tanzania, Togo, Uganda, Zambia, Zimbabwe, và có thể cả Burundi. Nó cũng được ghi nhận ở quần đảo Malta vào năm 2005 và thấy sinh sản vào năm 2007.

## Phân loài
Trithemis annulata có ba phân loài khác nhau:
- Trithemis annulata annulata
- Trithemis annulata haematina
- Trithemis annulata scorteccii